# 229440 Filimon
229440 Filimon è un asteroide della fascia principale. Scoperto nel 2005, presenta un'orbita caratterizzata da un semiasse maggiore pari a 2,6598323 UA e da un'eccentricità di 0,0369397, inclinata di 21,13551° rispetto all'eclittica.